# Green Car Crash
Green Car Crash (Green Burning Car I) est une sérigraphie sur toile du peintre américain Andy Warhol réalisée en 1963. Le 16 mai 2007, elle a été vendue aux enchères pour 71,7 millions de dollars.

## Description
Green Car Crash (Green Burning Car I) est l'une des peintures représentatives du Pop art. Elle fait partie de la série Death and Disaster peinte par Andy Warhol en 1963. Le tableau est attribué à Warhol lui-même, mais on suppose que son assistant Gerard Malanga a largement contribué à cette création. Green Car Crash est l'une des peintures les plus convoitées de cette série. Green Car Crash est achevée 1963. Il a été inspiré par des photographies prises par John Whitehead et publiées dans Newsweek. La voiture était poursuivie par la police de Seattle. Le conducteur a perdu le contrôle du véhicule en roulant à 97 km/h et a percuté un poteau électrique. Green Car Crash (Green Burning Car I) est la seule Burning Car sur cinq (toutes basées sur la photographie de Whitehead) à utiliser une couleur autre que le noir et blanc.

## Enchères et valeur marchande
Green Car Crash a fait partie d'une collection privée pendant plus de 30 ans et, lorsqu'elle a été mise en vente en 2007, elle a suscité un grand intérêt. À l'époque, elle a établi un nouveau record pour une œuvre d'Andy Warhol, en se vendant 71,7 millions de dollars, alors que l'estimation avant la vente était de 25 millions de dollars.
Le record a été battu en 2013, lorsqu'un autre tableau de la collection, le Silver Car Crash (Double Disaster), s'est vendu pour 105,4 millions de dollars.